# Kaeso Quinctius Claudus
Kaeso Quinctius Claudus war ein römischer Staatsmann um 270 v. Chr.
Laut den Konsularfasten hieß sein Vater Lucius und sein Großvater Gnaeus. Er erreichte 271 zusammen mit Lucius Genucius Clepsina das Konsulat; Ereignisse aus dem Jahr sind nicht überliefert.
Zu den früheren Mitgliedern der gens Quinctia lässt er sich nicht in Verbindung setzen. Das seltene praenomen Kaeso war nur bei wenigen Familien in Gebrauch; bei den Quinctiern ist der Sohn des berühmten Lucius Quinctius Cincinnatus überliefert. Titus Livius nennt zum Jahr 217 einen Kaeso Quinctius Flamininus als duumvir aedi locandae, der mit seinem Kollegen den Bau des Concordia-Tempels in Auftrag geben sollte. Bei diesem könnte es sich wegen des seltenen Vornamens um einen Enkel des Claudus handeln, dessen Bruder Titus Quinctius Flamininus wiederum der Vater des berühmten, gleichnamigen Befreiers von Griechenland gewesen sein könnte.